# Sambische Fußballnationalmannschaft der Frauen/Weltmeisterschaften
Der Artikel beinhaltet eine ausführliche Darstellung der sambischen Fußballnationalmannschaft der Frauen bei Weltmeisterschaften und den Qualifikationen dazu. Sambia konnte sich erstmals im Juli 2022 für die 2023 stattfindende WM-Endrunde qualifizieren.

## Die Nationalmannschaft bei Weltmeisterschaften

### Übersicht
| Jahr | Gastgeberland         | Teilnahme bis …    | Gegner                     | Ergebnis | Trainer     | Bemerkungen und Besonderheiten                                                                                         |
| ---- | --------------------- | ------------------ | -------------------------- | -------- | ----------- | --- |
| 1991 | Volksrepublik China   | zurückgezogen      |                            |          |             | Nach kampfloser Qualifikation für das Halbfinale der Afrikameisterschaft 1991 zurückgezogen.                           |
| 1995 | Schweden              | nicht qualifiziert |                            |          |             | In der Qualifikation zur Fußball-Afrikameisterschaft der Frauen 1995 an Südafrika gescheitert                          |
| 1999 | USA                   | nicht teilgenommen |                            |          |             | Nicht an der Qualifikation teilgenommen                                                                                |
| 2003 | USA                   | nicht qualifiziert |                            |          |             | In der Qualifikation zur Fußball-Afrikameisterschaft der Frauen 2002 wieder an Südafrika gescheitert                   |
| 2007 | Volksrepublik China   | nicht qualifiziert |                            |          |             | In der Qualifikation zur Fußball-Afrikameisterschaft der Frauen 2006 an der Demokratischen Republik Kongo gescheitert. |
| 2011 | Deutschland           | nicht teilgenommen |                            |          |             | Nicht an der Qualifikation teilgenommen                                                                                |
| 2015 | Kanada                | nicht qualifiziert |                            |          |             | Bei der Afrikameisterschaft 2014 in der Vorrunde als Gruppenletzter ausgeschieden                                      |
| 2019 | Frankreich            | nicht qualifiziert |                            |          |             | Beim Afrika-Cup der Frauen 2018 an Nigeria und Südafrika gescheitert.                                                  |
| 2023 | Australien/Neuseeland | Vorrunde           | Japan, Spanien, Costa Rica | 25.      | Bruce Mwape | Durch Erreichen des Halbfinales des Afrika-Cup der Frauen 2022 qualifiziert.                                           |

### Statistik
(Angaben inkl. 2023: Neun Weltmeisterschaften)
- nicht teilgenommen: zweimal (22,2 %)
- zurückgezogen: einmal (11,1 %)
- nicht qualifiziert: fünfmal (65,6 %)
- qualifiziert: einmal (11,1 %)
  - Vorrunde: einmal (11,1 %)

## Die Turniere

### WM 1991 in der Volksrepublik China
Für die erste WM der Frauen mussten sich die Afrikaner über die Afrikameisterschaft 1991 qualifizierten. Sambia hatte eine Mannschaft gemeldet, die noch kein Länderspiel bestritten hatte und sollte im Viertelfinale in Hin- und Rückspiel gegen Simbabwe antreten, das aber zurückzog. Im Halbfinale wäre dann Kamerun der Gegner gewesen, aber nun zog Sambia zurück. Kamerun scheiterte dann aber im Finale an Nigeria, das damit erster afrikanischer Teilnehmer an einer Weltmeisterschaft der Frauen war und sich danach auch immer qualifizieren konnte.

### WM 1995 in Schweden
Vier Jahre später nahm Sambia an der Afrikameisterschaft teil und bestritt dort die ersten Länderspiele. Im Viertelfinale trafen sie auf Südafrika und verloren mit 3:5 und 2:6.

### WM 1999 in den USA
Für die dritte Weltmeisterschaft, für die die Afrikaner nach der Aufstockung des Teilnehmerfeldes auf 16 Mannschaften einen weiteren Startplatz erhielten, mussten sich die Afrikaner über die Afrikameisterschaft 1998 qualifizieren, für die Sambia aber keine Mannschaft meldete.

### WM 2003 in den USA
Eigentlich sollte die WM 2003 wieder in der Volksrepublik China stattfinden. Wegen der SARS-Epidemie wurde das Turnier kurzfristig in die USA verlegt. Damit fand die Weltmeisterschaft zum zweiten Mal in den USA statt. Für die Fußball-Afrikameisterschaft der Frauen 2002, die wieder als Qualifikation diente, konnte sich Sambia nicht qualifizieren. In der ersten Runde sollten sie gegen Botswana antreten, das aber zurückzog, in der zweiten Runde verloren sie beide Spiele gegen Südafrika (1:4 und 0:4), das sich dann aber auch nicht für die WM qualifizieren konnte.

### WM 2007 in der Volksrepublik China
Vier Jahre später fand dann die WM doch zum zweiten Mal in der Volksrepublik China statt. Für die Fußball-Afrikameisterschaft der Frauen 2006, die wieder als Qualifikation diente und erneut in Nigeria stattfand – da Gabun als Gastgeber zurückzog, konnte sich Sambia nicht qualifizieren. Nachdem sie die Ausscheidungsrunde kampflos überstanden hatten, da der zugeloste Gegner Botswana zurückzog, verloren sie in der ersten regulären Runde beide Spiele gegen die Demokratische Republik Kongo (0:3 und 2:3), die sich letztlich aber auch nicht für die WM qualifizieren konnte.

### WM 2011 in Deutschland
Für die WM in Deutschland qualifizierten diente die Fußball-Afrikameisterschaft der Frauen 2010 als Qualifikation, an der Sambia aber nicht teilnahm.

### WM 2015 in Kanada
Als Qualifikation für die afrikanischen Mannschaften diente die Afrikameisterschaft 2014 durch. Dafür mussten sie sich zunächst durch Spiele gegen Tansania qualifizieren. Nach einem 2:1-Heimsieg reichte ein 1:1 im Auswärtsspiel um die zweite Runde zu erreichen, in der zwei Siege gegen Simbabwe (1:0 und 2:0) gelangen. In Namibia trafen sie in der Vorrunde zunächst auf die Gastgeberinnen und verloren mit 0:2. Nach einer 0:6-Niederlage gegen Nigeria und einem 1:1 gegen die Elfenbeinküste schied Sambia als Gruppenletzter aus.

### WM 2019 in Frankreich
Die Qualifikation für die dritte WM in Europa erfolgte für die afrikanischen Mannschaften über den Afrika-Cup der Frauen 2018, der vom 17. November bis 1. Dezember 2018 in Ghana stattfand. Qualifizieren konnten sich nur die drei besten Mannschaften des Turniers. In der Qualifikation für diese Meisterschaft musste Sambia in der ersten Runde gegen Tansania antreten. Nach einem 3:3 im Auswärtsspiel reichte ein 1:1 im Heimspiel um dank der Auswärtstorregel die zweite Runde zu erreichen. Auch hier profitierte Sambia wieder von der Auswärtstorregel, denn nach einer 0:1-Heimniederlage gegen Simbabwe, wurde dort mit 2:1 gewonnen.
Beim Afrika-Cup gewann Sambia das erste Spiel gegen den ehemaligen WM-Teilnehmer Äquatorialguinea mit 5:0, verlor dann aber im zweiten Spiel gegen Rekordafrikameister Nigeria mit 0:4. Ein 1:1 im letzten Spiel gegen Südafrika reichte nicht um die K.-o.-Runde zu erreichen. Nigeria und Südafrika qualifizierten sich dann auch für die WM-Endrunde.

### WM 2023 in Australien und Neuseeland
Im März 2020 konnte sich die sambische Mannschaft für die Olympischen Spiele 2020 qualifizieren und damit erstmals für ein interkontinentales Fußballturnier, das dann aber wegen der COVID-19-Pandemie um ein Jahr verschoben wurde. Beim Turnier in Japan verlor Sambia das erste Gruppenspiel mit 3:10 gegen Europameister Niederlande, erreichte gegen China ein 4:4 und verlor gegen Südamerika-Rekordmeister Brasilien knapp mit 0:1, wodurch die Mannschaft als schlechtester Gruppendritter ausschied. Mit sechs Toren war Barbra Banda aber eine von drei zweitbesten Torschützinnen.
Die Qualifikation für die erste WM der Frauen in der südlichen Hemisphäre läuft wieder für die afrikanischen Mannschaften über den Afrika-Cup. In der Qualifikation traf Sambia in der ersten regionalen Runde auf Malawi. Nach einem 1:1 im Auswärtsspiel, wurde das Heimspiel mit 3:2 gewonnen und die zweite Runde zu erreicht. Dort war Namibia der Gegner. Nach einem torlosen Heimspiel genügte im „Auswärtsspiel“, das allerdings in Südafrika stattfand, ein 1:1 um aufgrund der Auswärtstorregel den Afrika-Cup in Marokko zu erreichen. Hier traf Sambia im ersten Gruppenspiel auf Kamerun (WM-Teilnehmer von 2105 und 2019) und erreichte ein torloses Remis. Die beiden folgenden Gruppenspiele gegen Tunesien und Togo wurden mit 1:0 bzw. 4:1 gewonnen, so dass Sambia als Gruppensieger ins Viertelfinale einzog. Hier traf Sambia auf den Senegal. Da es nach 90 Minuten 1:1 stand, kam es zu einer Verlängerung, die torlos blieb, so dass ein Elfmeterschießen entscheiden musste, das Sambia mit 4:2 gewann. Durch Erreichen des Halbfinales, qualifizierte sich die Mannschaft direkt für die WM-Endrunde. Im Halbfinale unterlag die Mannschaft Südafrika mit 0:1, konnte dann aber das Spiel um Platz 3 gegen Rekordafrikameister Nigeria mit 1:0 gewinnen, womit die bisher beste Platzierung bei der Afrikameisterschaft erreicht wurde.
Bei der Auslosung am 22. Oktober 2022 wurde Sambia der Gruppe mit Spanien, Japan und Costa Rica zugelost, gegen die Sambia noch nie gespielt hatte. In der Vorbereitung ließ die Mannschaft aufhorchen, als sie als erste afrikanische Mannschaft ein Spiel gegen Ex-Weltmeister Deutschland gewinnen konnte. Nach zwei Niederlagen in den ersten beiden Gruppenspielen mit jeweils 0:5 Toren gegen Japan und Spanien hat die Mannschaft aber keine Chance mehr das Achtelfinale zu erreichen. Zum Abschluss gelang gegen Costa Rica mit 3:1 dann aber noch der erste WM-Sieg, wobei Barbra Banda das 1.000. WM-Tor erzielte.

## Spiele
| Alle WM-Spiele |            |          |            |   |                |          |                               |
| Nr.            | Datum      | Ergebnis | Gegner     |   | Austragungsort | Anlass   | Bemerkungen                   |
| 1              | 22.07.2023 | 0:5      | Japan      | * | Hamilton (NZL) | Vorrunde | Erstes Spiel gegen Japan      |
| 2              | 26.07.2023 | 0:5      | Spanien    | * | Auckland (NZL) | Vorrunde | Erstes Spiel gegen Spanien    |
| 3              | 31.07.2023 | 3:1      | Costa Rica | * | Hamilton (NZL) | Vorrunde | Erstes Spiel gegen Costa Rica |